# Rabid Records
Rabid Records er et svensk pladeselskab grundlagt i 1998 af medlemmerne fra gruppen Honey Is Cool. Selskabet bliver i dag ledet af af Frau Rabid, og bror og søster Karin Dreijer Andersson og Olof Dreijer fra det eksperimentelle electropop-konceptband The Knife. Rabid Records kan betragtes som et led i The Knifes koncept om "identitet ved identitetsløshed" (læs mere under The Knife), da selskabet stort set ikke udgiver andet end The Knifes egen musik og udgivelserne er licenseret hos andre partnere i hele verden, så Rabid Records (som det står beskrevet på The Knifes hjemmeside http://www.theknife.net) "... have to answer to no one".
Rabid Records har dog tidligere udgivet EP'er for bands som Honey Is Cool, Monster & Maskiner, Rockmonster, and Calle P. Derudover har Rabid Records udgivet Olof Dreijers soloprojekt kaldet DJ Coolof og Jenny Wilsons nyeste album "Love and Youth". Jenny Wilson har i øvrigt medvirket på The Knifes "Deep Cuts"-album (se Deep Cuts (The Knife album)) på nummeret "You Take My Breath Away".

## Katalog
- Honey Is Cool – Bolero EP (CD)
- Honey Is Cool – Early morning are you working?, (CD)
- Honey Is Cool – Baby Jane EP (CD)
- Monster & Maskiner – Monster & Maskiner
- Rockmonster – Rockmonster
- The Knife – The Knife (CD)
- The Knife – Deeps Cuts (CD)
- The Knife – Hannah med H Soundtrack (CD)
- The Knife – Silent Shout (CD)
- The Knife – Silent Shout: An Audio Visual Experience (CD + DVD)
- Jenny Wilson – Love and Youth (CD)

## Eksternt link
Officiel hjemmeside: http://www.rabidrecords.com/